# NK Medulin 1921
NK Medulin 1921 je nogometni klub iz Medulina.

## Povijest
Nogometni klub Medulin 1921 osnovan je 1921. godine, a svoje domaće utakmice igra na Igralištu Mutila. 
Prije se zvao Unione sportiva Medulinese, Dopolavoro Medolino, Faschio giovane combattimento di Medolino, Naša sloga.
Od sezone 2008./09. natječe se u 3. HNL – Zapad, jer je sezonu ranije Medulin 1921 bio drugoplasirana momčad 4. HNL. Najbolji strijelac te sezone, sa 16 pogodaka bio je bivši igrač Istre 1961 Eveldin Trešnjić. 
U sezoni 2020./21. nastupaju u IV NL NS Rijeka i istu osvaja.

## Unutrašnje poveznice
- Medulin

## Vanjske poveznice
- Nogometni magazin
- Facebook